# Liste von Schiffen mit dem Namen Eilenburg
Eilenburg ist ein mehrfach genutzter Name von Schiffen. Er leitet sich von der sächsischen Stadt Eilenburg ab. Neben den aufgeführten soll es in den 1960er Jahren noch ein weiteres in Hamburg beheimatetes Schiff namens Eilenburg gegeben haben, welches 1971 verkauft und umbenannt wurde.

## Schiffsliste
| Bezeichnung | Schiffsart                | Klasse / Typ      | Baujahr | Bauwerft                | Eigner                          | Dienstzeit          | Verbleib | Bild |
| ----------- | ------------------------- | ----------------- | ------- | ----------------------- | ------------------------------- | ------------------- | --- | ---- |
| Eilenburg   | Küstenmotorschiff         |                   | 1956    | Nobiskrug, Rendsburg    | Reederei Süptitz & Co., Hamburg | 1956–1964           | 1964 an Hans Thode als Seestern, 1965 an Karl Meier als Iris-Jörg, 1982 an Hubertus Klose, 2002 an das Kehdinger Küstenschiffahrts-Museum, seither Museumsschiff in Wischhafen        |      |
| Eilenburg   | Gütermotorschiff          | Typ Boizenburg II | 1964    | Elbewerft, Boizenburg   | VEB Deutsche Binnenreederei     | 1964–1990           | 1990 an die Deutsche Binnenreederei GmbH, 1996 in Magdeburg verschrottet |      |
| Eilenburg   | Küstenmotorschiff         | Sietas Typ 33     | 1965    | Sietas-Werft, Hamburg   | Reederei Süptitz & Co., Hamburg | 1965–?              | später Diana Wonsild, Diana Lion, Helene Clipper, Spiros; als Kostas am 23. Januar 2006 auf Position 37° 52′ N, 6° 12′ O gekentert                                                    |      |
| Eilenburg   | Stückgutfrachter          | Typ XD            | 1967    | Warnowwerft, Warnemünde | Deutsche Seereederei            | 1967–1991           | 1991 Eilenborg, 1993 Lady Bana, ab 19. Dezember 2000 in Alang verschrottet |      |
| Eilenburg   | Minensuch- und Räumschiff | Kondor-II-Klasse  | 1972    | Peene-Werft, Wolgast    | Volksmarine Bundesmarine        | 1972–1990 1990–1991 | bis 1990 der 4. Flottille der Volksmarine zugeteilt, 1991 an die uruguayische Marine als Valiente, nach Kollision mit dem panamaischen Frachtschiff Skyros am 5. August 2000 gesunken |      |